# Qassimiut
Qassimiut (antiguamente Qagssimiut) es una localidad en la municipalidad de Kujalleq, al sur de Groenlandia. Se ubica a 60°47′N 47°10′O / 60.783, -47.167 y fue fundado en 1835 como una estación comercial. Este es uno de los tres poblados cercanos a la localidad de Qaqortoq; Qassimiut, Eqalugaarsuit y Saarloq.  Su población es de 47 habitantes (en 2005). 